# だけど止められない
『だけど 止められない/いつでも いまでも いつかは』はMANISHの6枚目のシングル。

## 内容
- 高橋美鈴が初めて作詞を手がけたシングル表題曲である1曲目はテレビ朝日系列「第25回全日本大学駅伝対校選手権大会」よエンディング・テーマ。2曲目「いつでも いまでも いつかは」は同局の「福ぶくろ」エンディング・テーマ。
- 「だけど 止められない」はシングル表題曲としては作詞高橋、作曲西本のメンバーのみ（外部作家なし）でリリースした唯一の楽曲である。
- ベストアルバム「MANISH BEST -Escalation-」では2ndアルバム「INDIVIDUAL」の音源が使われており、「complete of MANISH at the BEING studio」はシングル音源となる。

## 収録曲
1. だけど 止められない
作詞：高橋美鈴　作曲：西本麻里　編曲：明石昌夫
2. いつでも いまでも いつかは
作詞：高原裕枝　作曲：西本麻里　編曲：明石昌夫
3. だけど止められない(inst.)
4. いつでも いまでも いつかは(inst.)

## 参加ミュージシャン
- 鈴木英俊 - ギター
- 高原裕枝 - コーラス